# Hans Fritzsche
Hans Fritzsche (Bochum, 1900. április 21. – Köln, 1953. szeptember 27.) német újságíró, majd 1933-tól mint rádiókommentátor a Propagandaügyi Minisztérium, valamint Goebbels egyik főmunkatársa volt. A minisztérium rádióosztályának vezetőjeként a rádió politikai szervezetének teljhatalmú gazdájaként működött. A nürnbergi perben a fővádlottak között szerepelt, de a per végén, Schachttal és Papennel együtt felmentették a vádak alól.

## Életrajza

### A második világháború végéig
A Német Birodalom területén született, Bochumban, 1900. április 21-én. Az első világháború után több egyetem hallgatójaként történelmet, filológiát és filozófiát hallgatott. Tanulmányait abbahagyva, 1923-ban csatlakozott a DNVP-hez. Egy évvel később a Telegraphen-Union szerkesztője, majd 1932-ben a Drahtloser Nachrichtendienst vezetője lett. 1933-ban lépett be a Nemzetiszocialista Német Munkáspárthoz és lett a Birodalmi Népművelési és Propagandaminisztérium sajtóosztályának a hírszolgálati vezetője. 1937-től tölt be rádiós kommentátori funkciót is. 1942-ben lett minisztériumi igazgató és a rádiós osztály vezetője.

### Elfogása és részvétele a nürnbergi perben
1945. május 2-án mint rangidős kormánytisztviselő írta alá Berlin kapitulációját. A Szovjetunió hadserege tartóztatta le a tempelhofi repülőtér közelében. (Hadifogolyként ő azonosította a Goebbels család tagjainak holttestét.) Ezután a moszkvai Lubjanka börtönbe vitték, ahonnan a nürnbergi per kezdete előtt visszaszállították.
Eredetileg huszonnegyedik vádlottként vonták vád alá. A szovjetek, Raederrel együtt csak októberben szállították át Nürnbergbe. Bár az amerikai főügyész, Jackson kételkedett a per kimenetelét illetően Fritzsche esetében, a szovjetek ragaszkodtak a perbevonásához. Ennek oka az volt, hogy csak kevés olyan magas rangú fogollyal rendelkeztek, akit ők vonhattak vád alá  a Nemzetközi Katonai Törvényszék által indított főperben. Fritzschén kívül még Erich Raeder nagyadmirálist ültették a szovjetek a vádlottak padjára.

#### Vádak a személye ellen
A vádak egy része Fritzsche ellen az volt, hogy pártjának irányelveit terjesztette, valamint védelmébe vette a háborús bűncselekményeket, és ezekre uszított is. A háborús uszítás mellett vádolták még emberiség (főleg zsidó személyek elleni) elleni bűncselekményekre történő uszítással és a németek által megszállt területek gátlástalan kizsákmányolásával is. Ezek alapján az 1-es, 2-es és 3-as vádpontok vonatkoztak rá.
Az ellene szóló vádakkal kapcsolatosan így nyilatkozott: „Minden idők legborzalmasabb vádjai ezek. Csupán egyvalami lesz még borzalmasabb: az a vád, amelyet a német nép fog emelni azok ellen, akik visszaéltek idealizmusával.” 

#### A börtönben
Gustave M. Gilbert, a börtönpszichológus Fritzschén is elvégezte ugyanazokat a vizsgálatokat, amelyet a többi, perbe vont személyen. A propagandaügyek volt vezetőjéről megállapította, hogy nacionalista és konvencionális érzelmű ember, aki elkövette azt a hibát, hogy hitt a náci vezetőknek és kétségbeesett, hogy csalódnia kellett eszméiben. A Wechsler-Bellevue-féle, felnőttek részére szolgáló intelligenciateszten 130 pontot ért el.
Gilbert azt jósolta, hogy kihallgatásakor abban a témakörben, mely szerint őt és a német népet elárulták, igen ékesszóló és meggyőző lesz, de csak nagyon ügyesen feltett keresztkérdésekkel lehet belőle személyes bűnösséget elismerő vallomást kicsikarni. A per során sikeresen bizonyította, hogy amikor az ellenséges rádióadásokból értesült az atrocitásokról, érdeklődésére az SS-től és a Gestapótól is azt a választ kapta, hogy azok csak hazugságok.
A vádlottak, csoportok szerinti szétültetésekor Gilbert Schirach-kal, Funkkal és Speerrel tette közös csoportba, mégpedig abból a célból, hogy utóbbi segítségével a másik kettőt sikerüljön kivonni Hermann Göring befolyása alól.
Bár a per kezdetét követően úgy nyilatkozott róla Gilbert és William H. Dunn őrnagy, hogy a vádlott bár búskomor, öngyilkosságra nem hajlamos, a per vége felé Douglas M. Kelley őrnagy már felvetette ezt a lehetőséget, ha nagy nyomás nehezedne rá.

#### Felmentése
Ítéletének meghozatala a vitás esetek közé tartozott. A francia főbíró szerint, bár csak propagandista volt, tevékenységével hozzájárult a háborús bűnökhöz. Donnedieu de Vabres azon az állásponton volt, hogy a megvádoltak között Fritzsche a legkevésbé bűnös. Az amerikai John J. Parker elegendőnek tartotta büntetésnek azt az egy évet, amit Fritzsche börtönben töltött. Indoklása szerint csak azért vádolták meg, mert Goebbels meghalt. Ezzel Parker felettese, Biddle is egyetértett, az orosz bírók, Nikitcsenko és Volcskov szerint viszont az első, a második és harmadik vádpontban vélték bűnösnek. Ezt azzal indokolták, hogy a Fritzsche által kifejtett propaganda atrocitásokat eredményezett. Lawrence főbíró konkrétan csak a harmadik és negyedik vádpontban marasztalta el, de részben hajlott az első vádpontban is megtenni ezt, azonban ezzel kapcsolatban Parker és Biddle érveit megfontolásra alkalmasnak találta. 
Ítéletnek először 2-5 év börtönbüntetés kiszabását fontolgatták, de amikor Donnedieu de Vabres a felmentését javasolta Biddle egyetértett vele, Parker pedig csatlakozva hozzájuk, kijelentette, minek ágyúval lőni verébre. A szovjetek ugyan tiltakoztak a felmentés ellen, de mivel a többség nem találta bűnösnek egyik vádpontban sem, le lettek szavazva. Az ítélet végül felmentés lett.

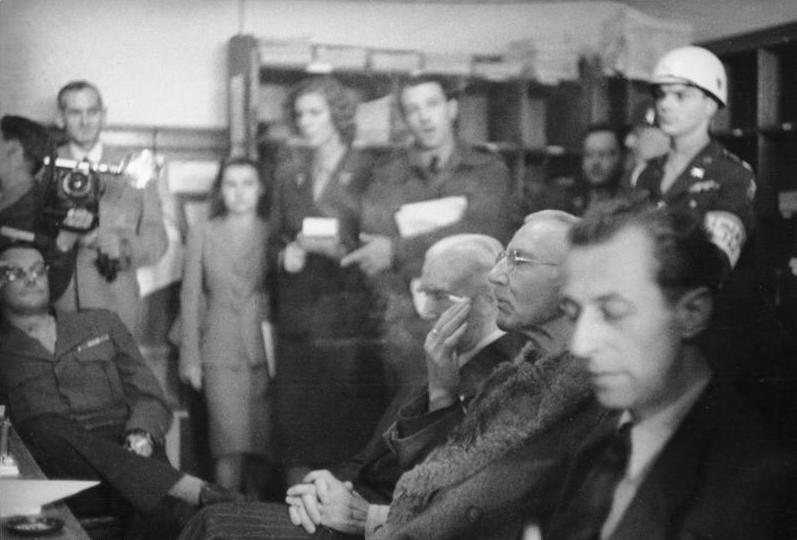
Papen és Schacht társaságában nyilatkozik az Igazságügyi Palotában

A kihirdetett ítélet után Fritzsche a következőt mondta Gilbertnek: „Magamon kívül vagyok, hogy most nyomban szabadlábra helyeznek, és nem küldenek vissza Oroszországba. Ez több, mint amit reméltem.”

### Szabadulása után
Miután a sajtónak nyilatkozott, Schacht és Papen társaságában visszavonult a börtönbe, attól való félelmében, hogy a német nép meg fogja lincselni. Másnap egy, a rokonai által talált helyre távozott, azonban hamarosan visszatért Nürnbergbe. 1947-ben
egy német esküdtbíróság kilenc évi kényszermunkára ítélte, ahonnan 1950-ben szabadlábra helyezték. Szabadulása után előbb egy párizsi kozmetikai cég kereskedelmi utazójaként helyezkedett el, majd publicisztikai tevékenységet folytatott (írásai neonáci kiadóknál jelentek meg) haláláig.

## Karaktere filmeken
- A 2000-ben bemutatott, Yves Simoneau által rendezett Nürnberg című filmben Tom Rack,[17] a 2004-es, Oliver Hirschbiegel nevéhez köthető A bukás – Hitler utolsó napjai címűben Michael Brandner alakította karakterét.[18]